# Bad Bevensen
Bad Bevensen er en kurby og kommune i det nordlige Tyskland, beliggende i Samtgemeinde Bevensen-Ebstorf i den nordlige del af Landkreis Uelzen. Denne landkreis ligger i den nordøstlige del af delstaten Niedersachsen, og er en del af Metropolregion Hamburg. Kommunen har et areal på godt 48 km², og en befolkning på godt 8.800 mennesker[kilde mangler].

## Geografi
Bad Bevensen er beliggende nord for Uelzen, og øst for Lüneburger Heide på begge sider af floden Ilmenau. Øst for byen løber Elbe-Seitenkanal.
I kommunen findes ud over Bad Bevensen, landsbyerne: Gollern, Groß Hesebeck, Jastorf (som Jastorfkulturen i jernalderen har navn efter), Klein Bünstorf, Klein Hesebeck, Medingen, Röbbel, Sasendorf og Seedorf.